# Реково (Мазовецьке воєводство)
Реково (пол. Rekowo) — село в Польщі, у гміні Завідз Серпецького повіту Мазовецького воєводства.
Населення — 174 особи (2011).
У 1975-1998 роках село належало до Плоцького воєводства.

## Демографія
Демографічна структура станом на 31 березня 2011 року:
|          | Загалом | Допрацездатний вік | Працездатний вік | Постпрацездатний вік |
| -------- | ------- | ------------------ | ---------------- | -------------------- |
| Чоловіки | 89      | 21                 | 57               | 11                   |
| Жінки    | 85      | 22                 | 40               | 23                   |
| Разом    | 174     | 43                 | 97               | 34                   |